# Leon Schlesinger
Leon Schlesinger (* 20. Mai 1884 in Philadelphia; † 25. Dezember 1949 in Los Angeles) war ein US-amerikanischer Filmproduzent. Bei Warner Brothers produzierte er in der goldenen Ära der amerikanischen Cartoons unter anderem die Reihen Looney Tunes und Merrie Melodies.
Bevor Schlesinger Produzent wurde, arbeitete er als Platzanweiser, Vertreter, Schauspieler und Manager. Seine Karriere in Hollywood begann er als Chef des Unternehmens Pacific Art and Title, welches Texttafeln für Zwischentitel bei Stummfilmen herstellte. Über Pacific Art and Title machte Schlesinger die Bekanntschaft von Jack L. Warner, woraus sich eine Freundschaft entwickelte. Mit dem Aufkommen der Tonfilme Ende der 1920er Jahre entfiel das Geschäftsfeld des Unternehmens. Der Legende nach half Schlesinger Warner Brothers deren ersten Tonfilm The Jazz Singer („Der Jazzsänger“) zu finanzieren. Im Anschluss daran soll er dann einen Vertrag zur Produktion der Looney Tunes abgeschlossen haben. Schlesinger verpflichtete die Animatoren Hugh Harman und Rudolf Ising, die die erfolgreiche Figur Bosko kreierten.
Nachdem Harman und Ising Warner Bros. 1934 verlassen hatten, engagierte Schlesinger neue Mitarbeiter, die später ebenfalls bekannte Größen im Bereich der Animationsfilme wurden. Die Looney Tunes wurden von Friz Freleng weitergeführt, der ebenfalls die Schwesterserie Merrie Melodies verantwortete. Weitere Entdeckungen von Schlesinger waren Tex Avery, Carl Stalling und Frank Tashlin, später Bob Clampett, Chuck Jones und Mel Blanc. Seine Animationsfirma richtete Schlesinger auf dem Warner-Brothers-Gelände am Sunset Boulevard in Los Angeles ein. Nachdem er 1936 seine Beteiligungen an Pacific Art & Title verkauft hatte, konzentrierte er sich ausschließlich auf die Cartoon-Produktion. Aus der eigentlichen Produktion hielt er sich weitgehend heraus und überließ die Erstellung der Filme seinen Regisseuren. Sein einziger Anspruch war der kommerzielle Erfolg an den Kinokassen.
Schlesinger handelte oft rücksichtslos und galt als harter Geschäftsmann. Seine Mannschaft arbeitete in einem heruntergekommenen Gebäude namens „Termite Terrace“ und während eines Streiks im Jahr 1941 schloss er sein Unternehmen kurzerhand. Er hatte einen Sprachfehler, der für die Lispel-Stimmen von Daffy Duck und Sylvester Pate stand. In einem Realfilm/Trickfilm-Mix von 1940 (You Ought to Be in Pictures, Freleng) hatte Schlesinger einen Cameo-Auftritt, bei dem er sich selbst darstellte.
Sein Studio verkaufte er 1944 für 700.000 US-Dollar an Warner Bros. Die Figuren, die in seiner Ägide geschaffen worden waren, vermarktete er bis zu seinem Tod 1949 selbst.